# Noushig Eloyan
Noushig Eloyan est une politicienne de la ville de Montréal. Membre du Parti Vision Montréal, elle a été nommée cheffe de l'Opposition à l'Hôtel de Ville le 7 mai 2006. Elle a été mairesse de l'arrondissement Ahuntsic-Cartierville de 2001 à 2005 et conseillère de Bordeaux-Cartierville depuis la même année.
Elle a été élue conseillère municipale pour la première fois en 1994, dans le district de L'Acadie. À la suite d'un réaménagement des districts électoraux de l'île de Montréal, elle se présente dans le district de Bordeaux-Cartierville en 2001, qu'elle remporte lors de deux élections consécutives. 
Noushig Eloyan est une québécoise d'origine arménienne.